# سكوت نيفيل
سكوت نيفيل (بالإنجليزية: Scott Neville) (و. 1989  م) هو لاعب كرة قدم، من أستراليا، ولد في ديفون، يلعب كمُدَافِع.

## روابط خارجية
- سكوت نيفيل على موقع قاعدة بيانات كرة القدم.إي يو (الإنجليزية)
- سكوت نيفيل على موقع عالم كرة القدم.نت (الإنجليزية)